# Ciechanów Przemysłowy
Ciechanów Przemysłowy – przystanek kolejowy w Ciechanowie, w województwie mazowieckim, w Polsce.

## Historia
Przystanek powstał pomiędzy 1985 a 1986 rokiem. Na przystanku istnieje poczekalnia, w której znajdowały się do 2015 roku kasy biletowe.

## Ruch pasażerski[2]
| Rok  | Wymiana pasażerska na dobę |
| ---- | -------------------------- |
| 2017 | 200-299                    |
| 2018 | 200-299                    |
| 2019 | 300-499                    |
| 2020 | 200-299                    |
| 2021 | 200-299                    |
| 2022 | 300-499                    |
| 2023 | 300-499                    |